# 青森県道190号松代町陸奥赤石停車場線
青森県道190号松代町陸奥赤石停車場線（あおもりけんどう190ごう まつしろまちむつあかいしていしゃじょうせん）は、青森県西津軽郡鰺ヶ沢町を通る一般県道である。

## 概要
鯵ヶ沢町松代町字松代で青森県道3号弘前岳鰺ケ沢線から分岐し、鯵ヶ沢町赤石町赤石のJR五能線 陸奥赤石駅に至る。

### 路線データ
- 起点：西津軽郡鰺ケ沢町大字松代町[1]
- 終点：陸奥赤石停車場[1]
- 冬期交通規制区間 : 鯵ヶ沢町松代 - 鯵ヶ沢町小森（12月上旬 - 4月中旬）[要出典]

## 歴史
- 1961年（昭和36年）2月10日 - 県道に認定される[1]。

## 地理

### 交差する道路
- 青森県道3号弘前岳鰺ケ沢線（西津軽郡鰺ヶ沢町大字松代町、起点）
- 青森県道191号種里町柳田線（西津軽郡鰺ヶ沢町大字種里町）

### 沿線の施設など
- ミニ白神
- 南金沢郵便局
- つがるにしきた農業協同組合 赤石支店
- JR五能線 陸奥赤石駅